# Xylopia amazonica
Xylopia amazonica R.E.Fr. – gatunek rośliny z rodziny flaszowcowatych (Annonaceae Juss.). Występuje naturalnie w Kolumbii, Wenezueli oraz Brazylii (w stanie Amazonas). 

## Morfologia
PokrójZimozielone drzewo dorastające do 4–21 m wysokości.
LiścieMają kształt od eliptycznego do odwrotnie owalnego. Mierzą 8–11 cm długości oraz 1,5–2,5 szerokości. Wierzchołek jest spiczasty. Ogonek liściowy jest nagi i dorasta do 4–6 cm długości.
KwiatySą zebrane po 2–4 w pęczkach. Rozwijają się w kątach pędów. Działki kielicha mają trójkątny kształt i dorastają do 2–3 mm długości. Płatki są podłużne i dorastają do 8–12 cm długości. Słupków jest 12.
OwoceZłożone z 3–5 pojedynczych owoców. Mają elipsoidalny kształt. Osiągają 8–10 mm długości oraz 5–7 mm średnicy.

## Biologia i ekologia
Rośnie w wiecznie zielonych lasach. Występuje na wysokości do 800 m n.p.m.